# مكافحة البعوض

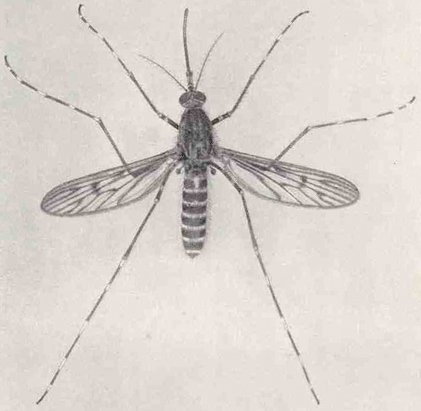
يعتبر البعوض عموما كائن مزعج ويمكن أيضا أن ينقل الأمراض، هذا يؤدي إلى العمل والجهد البشري للقضاء عليهم أو تقليل وجودهم.

مُكافحة البَعوض تُدير أعداد البعوضيات للحَد من أضرارِها على صحة الإنسان والتمتع بها. مكافحة البعوض هي ممارسة من ممارسات الصحة العامة الحيوية في جميع أنحاء العالم وخاصة في المناطق الاستوائية لأن البعوض ينشر العديد من الأمراض، مثل الملاريا وفيروس زيكا.
تستهدف عمليات مكافحة البعوض ثلاث مشاكل مختلفة:
1. يزعج البعوض المزعج الناس حول المنازل أو في الحدائق والمناطق الترفيهية.
2. يقلل البعوض الهام من القيم العقارية، وتؤثر سلبا على السياحة والمصالح التجارية ذات الصلة، أو تؤثر سلبا على إنتاج الماشية أو الدواجن.
3. الصحة العامة هي الأهم عندما يكون البعوض معدي بالأمراض.

تشمل الكائنات المرضية التي تنتقل عن طريق البعوض فيروس غرب النيل، فيروس التهاب دماغ القديس لويس، فيروس التهاب الدماغ والنخاع الشرقي، فيروس المرتفعات ياء، فيروس لاكروس الدماغي في الولايات المتحدة؛ حمى الضنك، الحمى الصفراء، فيروس إيلهيوس، الملاريا، فيروس زيكا وداء الخيطيات في المناطق الاستوائية الأمريكية؛ حمى الوادي المتصدع، الفخرية بنكروفتية، التهاب الدماغ الياباني، فيروس شيكونغونيا وداء الخيطيات في أفريقيا وآسيا؛ والتهاب الدماغ في وادي موراي في أستراليا.
اعتمادا على هذا الوضع، والحد من المصدر، والمكافحة البيولوجية، قتل اليرقات، أو قتل البعوض البالغين يمكن أن تستخدم لإدارة أعداد البعوض. ويتم إنجاز هذه التقنيات باستخدام تعديل الموائل، مبيدات الآفات، عوامل المكافحة البيولوجية، والمحاصرة. ميزة هذه الأساليب أنها يمكن استخدامها في مناطق الحفظ.

## رصد أعداد البعوض
يمكن رصد أعداد البعوض البالغين من خلال تعداد معدل الهبوط، أو عن طريق الفخاخ الميكانيكية. وبالنسبة لمعدلات الهبوط، يقوم مفتش بزيارة عدد محدد من المواقع كل يوم، مع احتساب عدد البعوضات البالغات اللواتي يسكنن على جزء من الجسم، مثل الذراع أو الساقين، في غضون فترة زمنية معينة. تستخدم الفخاخ الميكانيكية مروحة لتفجير البعوض الكبير في كيس جمع التي تؤخذ إلى المختبر لتحليل الصيد. وتستخدم الفخاخ الميكانيكية إشارات بصرية (تناقضات خفيفة سوداء / بيضاء) أو جاذبات كيميائية تعطى عادة من قبل مضيفات البعوض (مثل ثاني أكسيد الكربون والأمونياك وحمض اللبنيك والأوكتينول) لجذب البعوضات الإناث البالغات. وغالبا ما تستخدم هذه الإشارات في الجمع.
رصد أعداد اليرقات ينطوي على جمعهم من المياه الراكدة بمغرفة. عدد تقريبي من اليرقات والعذراء، وسجلت الأنواع لكل مجموعة. طريقة بديلة تعمل من خلال توفير البقع التربية الاصطناعية وجمع وعَد اليرقات النامية على فترات ثابتة.

## تقليل المصدر
بما أن العديد من البعوض تتكاثر في المياه الراكدة، فإن تقليل المصدر يمكن أن يكون بسيطا مثل تفريغ المياه من الحاويات في جميع أنحاء المنزل. هذا شيء يمكن لأصحاب المنازل إنجازه. يمكننا القضاء على أسباب تربية البعوض في المنزل عن طريق إزالة برك بلاستيكية غير مستخدمة، الإطارات القديمة، أو دلو قديم؛ عن طريق إزالة المزاريب المسدودة وإصلاح التسريبات حول الحنفيات؛ (على الأكثر كل 4 أيام) تغيير المياه في حمامات الطيور؛ وعن طريق ملء أو تجفيف البرك، ومناطق المستنقعات، وجذوع الأشجار. ويمكن أن يكون القضاء على مناطق تكاثر البعوض وسيلة فعالة ودائمة للحد من أعداد البعوض دون اللجوء إلى المبيدات الحشرية. ومع ذلك، قد لا يكون هذا ممكنا في أجزاء من العالم النامي حيث لا يمكن استبدال المياه بسهولة بسبب إمدادات المياه غير النظامية.
تشمل إدارة مياه الأهوار المفتوحة استخدام الخنادق الضحلة، وإنشاء شبكة من تدفق المياه داخل الأهوار، وربط الأهوار ببركة أو قناة. شبكة الخنادق تستنزف مستوطنات البعوض وتتيحها في الأسماك التي سوف تتغذي على يرقات البعوض. وهذا يقلل من الحاجة إلى أساليب المكافحة الأخرى مثل المبيدات. ببساطة إعطاء الحيوانات المفترسة الفرصة للوصول إلى يرقات البعوض يمكن أن يؤدي إلى السيطرة على أعداد البعوض على المدى الطويل. وتستخدم إدارة الأهوار في المياه المفتوحة على السواحل الشرقية والغربية للولايات المتحدة.
تشمل إدارة ضبط التناوب استخدام مضخات كبيرة وقنوات مع البوابات للسيطرة على مستوى المياه داخل الأهوار المحجوزة. وتسمح للسيطرة على ظهور البعوض في حين لا يزال يسمح للأهوار بالعمل في حالة أقرب إلى حالتها الطبيعية. ويتم ضخ المياه في الأهوار في أواخر الربيع والصيف لمنع البعوض الإناث من وضع بيضها على التربة. وتسمح للأهوار بالتصريف في الخريف والشتاء وأوائل الربيع. وتستخدم البوابات في القناطر للسماح للأسماك والقشريات وغيرها من كائنات المستنقعات بالدخول والخروج من الأهوار. وتسمح لتحقيق أهداف مكافحة البعوض في الوقت نفسه لتقليل الحاجة لاستخدام المبيدات داخل الأهوار. وتستخدم إدارة ضبط التناوب إلى حد كبير على الساحل الشرقي لفلوريدا.

## المكافحة الحيوية

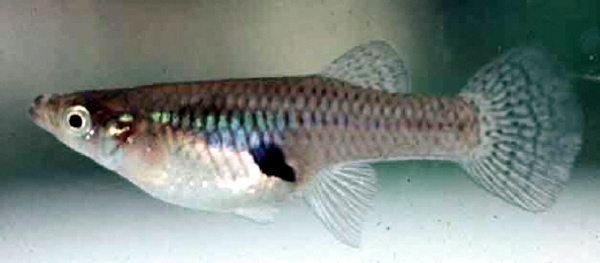
سمكة البعوض، وهي حيوان مفترس طبيعي للبعوض.

السيطرة البيولوجية أو «المكافحة الحيوية» هي استخدام الأعداء الطبيعيين لإدارة أعداد البعوض. هناك عدة أنواع من المكافحة البيولوجية بما في ذلك الإدخال المباشر للطفيليات ومسببات الأمراض والحيوانات المفترسة لاستهداف البعوض. وتشمل عوامل المكافحة الحيوية الفعالة الأسماك المفترسة التي تتغذى على يرقات البعوض مثل سمكة البعوض وبعض الشبوطيات (الكارب والأسماك). كما يستهلك البلطي يرقات البعوض. وقد أدى إدخال البلطي والناموسيات إلى النظم الإيكولوجية في جميع أنحاء العالم مباشرة إلى نتائج كارثية. ومع ذلك، فإن استخدام نظام خاضع للرقابة عن طريق الزراعة المائية النباتية الحيوانية يوفر التحكم في أعداد البعوض دون أي تأثيرات سلبية على النظام البيئي.
تشمل الحيوانات المفترسة الأخرى يعسوب الحورية، التي تستهلك يرقات البعوض في المياه، اليعسوب الكبير، الذي يأكل البعوض البالغ وبعض أنواع السحالي وأبو بريص. وتشمل عوامل المكافحة الحيوية التي حصلت على درجات أقل من النجاح البعوض المفترس والقشريات المفترسة - مجذافيات الأرجل، الديدان الأسطوانية والفطريات. وقد استخدمت المفترسات مثل الطيور والخفافيش والسحالي والضفادع، ولكن فعاليتها ليست سوى فاعلية قصصية.
مثل جميع الحيوانات، فإن البعوض مُعرض للمرض. يدرس علماء الأمراض اللافقارية هذه الأمراض على أمل أن بعض منها يمكن استخدامه لإدارة أعداد البعوض. وتشمل مسببات الأمراض الميكروبية من البعوض الفيروسات والبكتيريا والفطريات والطفيليات والديدان الخيطية والميكروسبوريديا.[بحاجة لرقم الصفحة]
تتداخل الجراثيم الميتة من البكتيريا مع أنظمة الجهاز الهضمي لليرقات. ويمكن أن تكون مشتتة باليد أو انخفض عن طريق طائرات الهليكوبتر في المناطق الواسعة.
نوعان فقط من الفطريات يمكن أن تقتل البعوض البالغ.
الإدارة المتكاملة للآفات هي استخدام الطريقة الأكثر ملاءمة للبيئة أو مجموعة من الأساليب للسيطرة على تجمعات الآفات. برامج نموذجية لمكافحة البعوض، من أجل تحديد تكوين الأنواع والوفرة النسبية والتوزيع الموسمي للبعوض البالغ ولليرقات.

### طرق المكافحة الحيوية التجريبية
إدخال عدد كبير من الذكور العقيمة هو نهج آخر للحد من أعداد البعوض.
هناك نهج آخر للتحكم قيد التحقيق في الزاعجة المصرية التي تستخدم سلالة معدلة وراثيا تتطلب أن تطور التيتراسايكلن المضاد الحيوي إلى ما بعد مرحلة اليرقات. ويطور الذكور المعدلون عادة في دار حضانة أثناء تزويدهم بهذه المادة الكيميائية ويمكن إطلاقها في البرية. ومع ذلك، فإن ذرية ما تفتقر للتيتراسايكلن في البرية ولن تكون أبدا ناضجة. وأجريت تجارب ميدانية في جزر كايمان وماليزيا والبرازيل لمكافحة البعوض الذي يسبب حمى الضنك. وفي نيسان / أبريل 2014، وافقت اللجنة التقنية الوطنية البرازيلية للأمن البيولوجي على الإفراج التجاري عن البعوض المعدل. إدارة الغذاء والدواء في الولايات المتحدة هي الوكالة الرائدة لتنظيم هندسة الوراثة في البعوض في الولايات المتحدة. واستغرقت المراجعة التي أجراها مركز الطب البيطري للبروتين المهيأ وراثيا لزيادة إنتاج الحليب من الأبقار تسع سنوات. في التسعينات، بدأت المراجعة لما يقرب من 20 عاما في السلمون الأطلسي المهندَس وراثيا والتي تمت الموافقة عليها في عام 2015.
في عام 2014 تم الإبلاغ عن البحوث إلى أساليب وراثية أخرى بما في ذلك عدم التوافق السيتوبلازمي، تغيير مواقع الكروموسومات، تشويه الجنس واستبدال الجينات. على الرغم من عدة سنوات بعيدة عن مرحلة المحاكمة الميدانية، إذا نجحت هذه الأساليب الأخرى لديها القدرة على أن تكون أرخص والقضاء على بعوض الزاعجة المصرية يكون أكثر كفاءة.

### فخ اليرقات
هذه هي عملية لتحقيق السيطرة المستدامة على أعداد البعوض بطريقة صديقة للبيئة من خلال توفير أسباب التكاثر الاصطناعي باستخدام الأدوات المنزلية المشتركة وتدمير اليرقات بواسطة وسائل غير خطرة على الطبيعية مثل رميها في الأماكن الجافة أو إطعامهم للأسماك مثل سمكة البعوض، أو خنقهم بنشر صفائح من البلاستيك الرقيق على سطح الماء بأكمله لمنع الهواء الجوي. تحويل المياه باليرقات إلى سفينة أخرى وسكب بضع قطرات من زيت الكيروسين أو المبيدات الحشرية في ذلك هو خيار آخر لقتل المتلصصون، ولكن لا يفضل بسبب تأثيره البيئي. معظم أسماك الزينة تأكل يرقات البعوض.

### فخ البعوض البالغ
في العديد من التجارب، استخدم الباحثون فخاخ بعوض. سمحت هذه العملية كل من الفرصة لتحديد أي بعوض متأثر، وتقديم مجموعة إلى إعادة الإصدار مع التعديلات الوراثية مما أدى إلى البديل (OX513A) للحد من التكاثر. وينجذب البعوض البالغ داخل الفخ حيث يموتون من الجفاف.

## تنقيط النفط
بإمكان تنقيط النفط قياس مضاد البعوض الشائع وغير السام. طبقة رقيقة من النفط على رأس الماء يمنع تكاثر البعوض بطريقتين: يرقات البعوض في الماء لا يمكن أن تخترق فيلم النفط مع أنبوب التنفس، ستغرق وتموت. أيضا البعوض البالغ لا يضع البيض على الماء الشاحم.

## مكافحة اليرقات
يمكن مكافحة اليرقات من خلال استخدام سموم الاتصال، ومنظمين النمو، والأفلام السطحية، والسموم المعدة (بما في ذلك العوامل البكتيرية)، والعوامل البيولوجية مثل الفطريات والديدان الخيطية، والأسماك. ويوجد مادة كيميائية يشيع استخدامها في الولايات المتحدة هي ميثوبرين، تعتبر سامة قليلا للحيوانات الكبيرة، الذي يحاكي ويتداخل مع هرمونات النمو الطبيعي في يرقات البعوض، ويمنع التنمية. وغالبا ما يتم توزيع الميثوبرين في شكل فحم مضغوط في مناطق التكاثر.
يعتقد بعض الباحثين أن يرقات الأنوفيلة الغامبية (ناقلات هامة للملاريا) يمكنها البقاء على قيد الحياة لعدة أيام على الطين الرطب، وينبغي أن تشمل علاجات الطين والتربة عدة أمتار من البرك.

## مكافحة البعوض البالغ

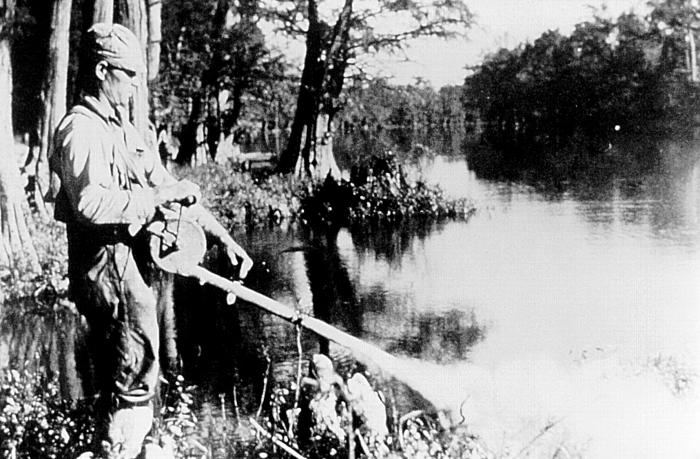
في عام 1958، نفذ البرنامج الوطني لاستئصال الملاريا استخدام واسع النطاق لمكافحة البعوض.

السيطرة على أعداد البعوض البالغ هو الجانب الأكثر دراية من السيطرة على البعوض عامة لمعظم الجمهور. ويتم ذلك عن طريق التطبيقات الأرضية أو عن طريق التطبيق الجوي للمبيدات الحشرية الكيميائية المتبقية. وبصفة عامة، تستخدم برامج مكافحة البعوض الحديثة في البلدان المتقدمة باستخدام كميات قليلة من المبيدات الحشرية، على الرغم من أن بعض البرامج قد تظل تستخدم الضباب الحراري. بجانب الضباب هناك بعض الطاردات الحشرية الأخرى في الداخل والخارج.

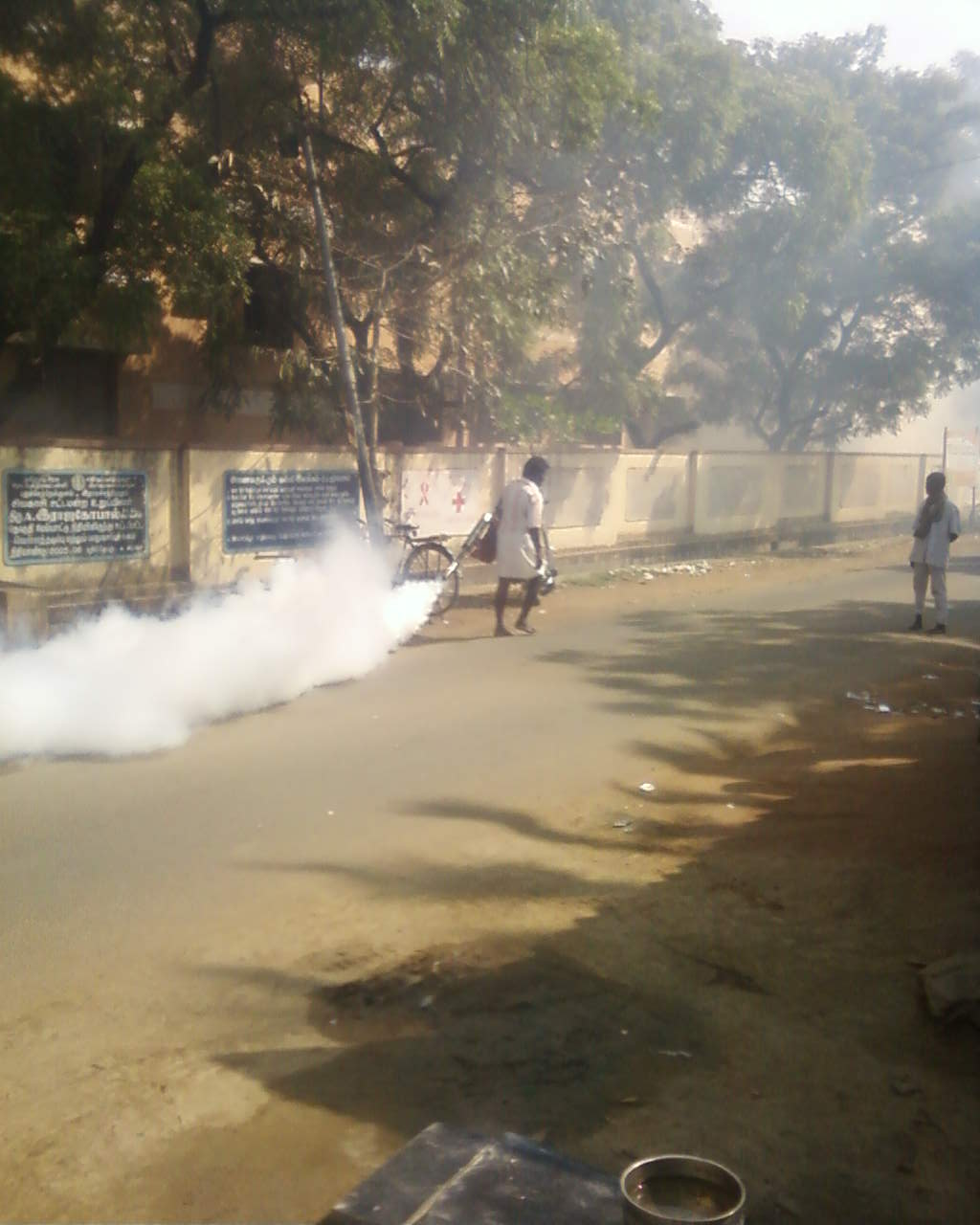
مكافحة البعوض في قرية في الهند.

للسيطرة على البعوض البالغ في الهند، شنت آلات الضباب وآلات تعفير اليد.

### استخدام ثنائي كلورو ثنائي فينيل ثلاثي كلورو الإيثان
قد استخدم ثنائي كلورو ثنائي فينيل ثلاثي كلورو الإيثان سابقا في جميع أنحاء العالم للسيطرة على أعداد البعوض في منطقة واسعة، لكنه محظور الآن في معظم البلدان المتقدمة.

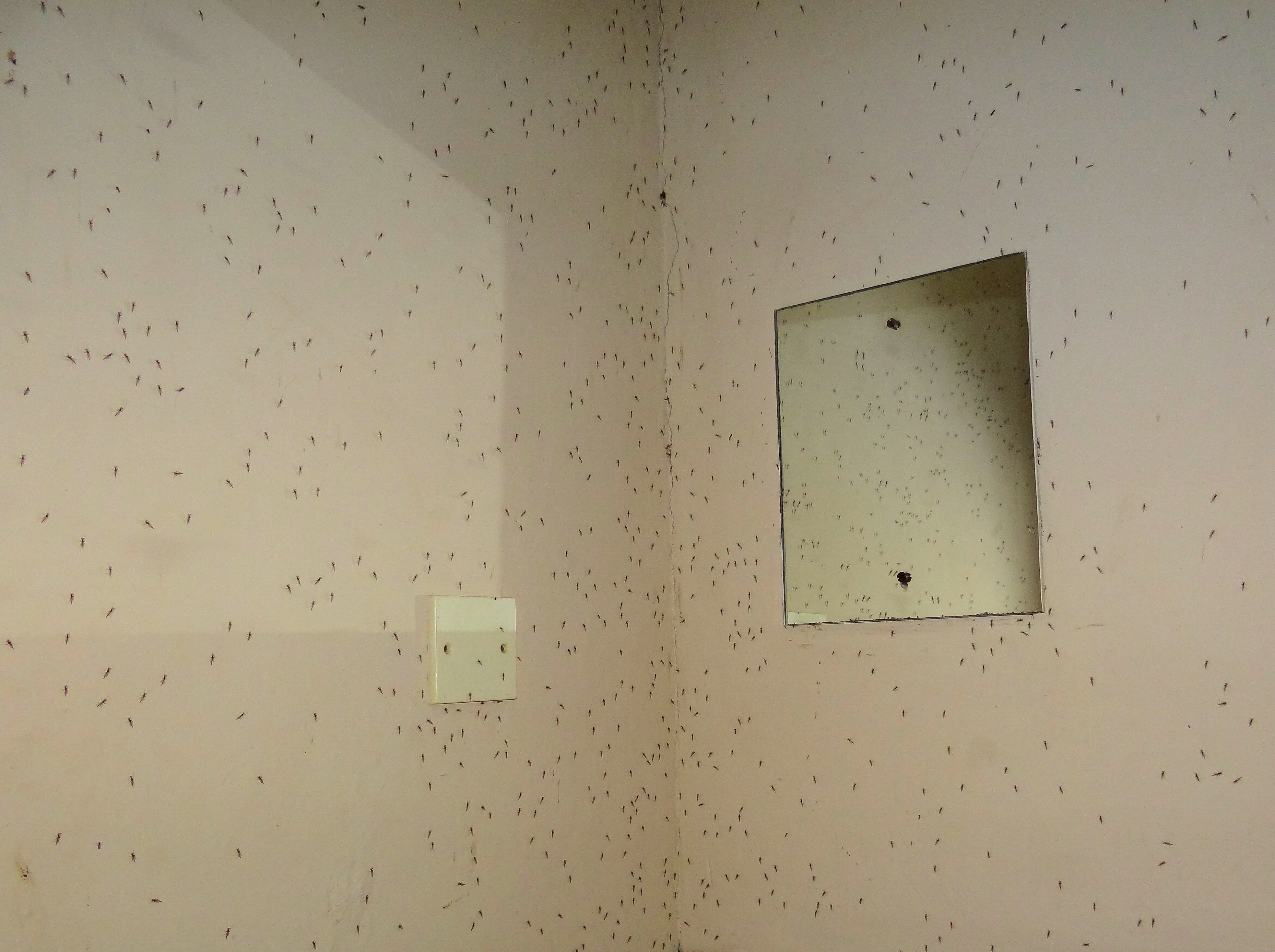
جدران حمام المعالجة على ضفاف بحيرة فيكتوريا. يبقى البعوض على الحائط حتى يسقط ميتا على الأرض.

من المثير للجدل أن مادة ثنائي كلورو ثنائي فينيل ثلاثي كلورو الإيثان لا تزال شائعة الاستخدام في العديد من البلدان النامية (أفيد بأن 14 بلد تستخدمها في عام 2009)، تدعي أن تكلفة الصحة العامة للتحول إلى أساليب تحكم أخرى ستتجاوز الضرر الناجم عن استخدام ثنائي كلورو ثنائي فينيل ثلاثي كلورو الإيثان. ولا يوافق عليها في بعض الأحيان إلا في ظروف محددة ومحدودة حيث تكون أكثر فعالية، مثل التطبيق على الجدران.
كان دور ثنائي كلورو ثنائي فينيل ثلاثي كلورو الإيثان في مكافحة البعوض موضع جدل كبير. على الرغم من أنه ثبت أنه يؤثر على التنوع البيولوجي ويسبب رقيق قشر البيض في الطيور مثل النسر الأصلع، ويقول البعض أن ثنائي كلورو ثنائي فينيل ثلاثي كلورو الإيثان هو السلاح الأكثر فعالية في مكافحة البعوض والملاريا. وفي حين أن بعض هذه الخلافات تستند إلى الاختلافات في مدى تقدير قيمة مكافحة الأمراض بدلا من قيمة التنوع البيولوجي، هناك أيضا خلاف حقيقي بين الخبراء بشأن تكاليف وفوائد استخدام ثنائي كلورو ثنائي فينيل ثلاثي كلورو الإيثان.
على الرغم من ذلك، بدأ البعوض المقاوم لثنائي كلورو ثنائي فينيل ثلاثي كلورو الإيثان في الزيادة في أعداده، وخاصة في المناطق المدارية بسبب الطفرات، والحد من فعالية هذه المادة الكيميائية. يمكن أن تنتشر هذه الطفرات بسرعة في مناطق شاسعة إذا طبقت مبيدات الآفات عشوائيا. في المناطق التي تواجه فيها مقاومة ثنائي كلورو ثنائي فينيل ثلاثي كلورو الإيثان، يستخدم فيها مادة مالاثيون، مادة بروبوكسر أو مادة ليندين.
| السُمية                                      | الجرعة بالجرام/2م | متوسط مدة الفعالية في الأشهر |
| ------------------------------------------- | ----------------- | ---------------------------- |
| ثنائي كلورو ثنائي فينيل ثلاثي كلورو الإيثان | 1 إلى 2           | 6 إلى 12                     |
| ليندين                                      | 0.5               | 3                            |
| مالاثيون                                    | 2                 | 3                            |
| بروبوكسر                                    | 2                 | 3                            |

## فخاخ البعوض

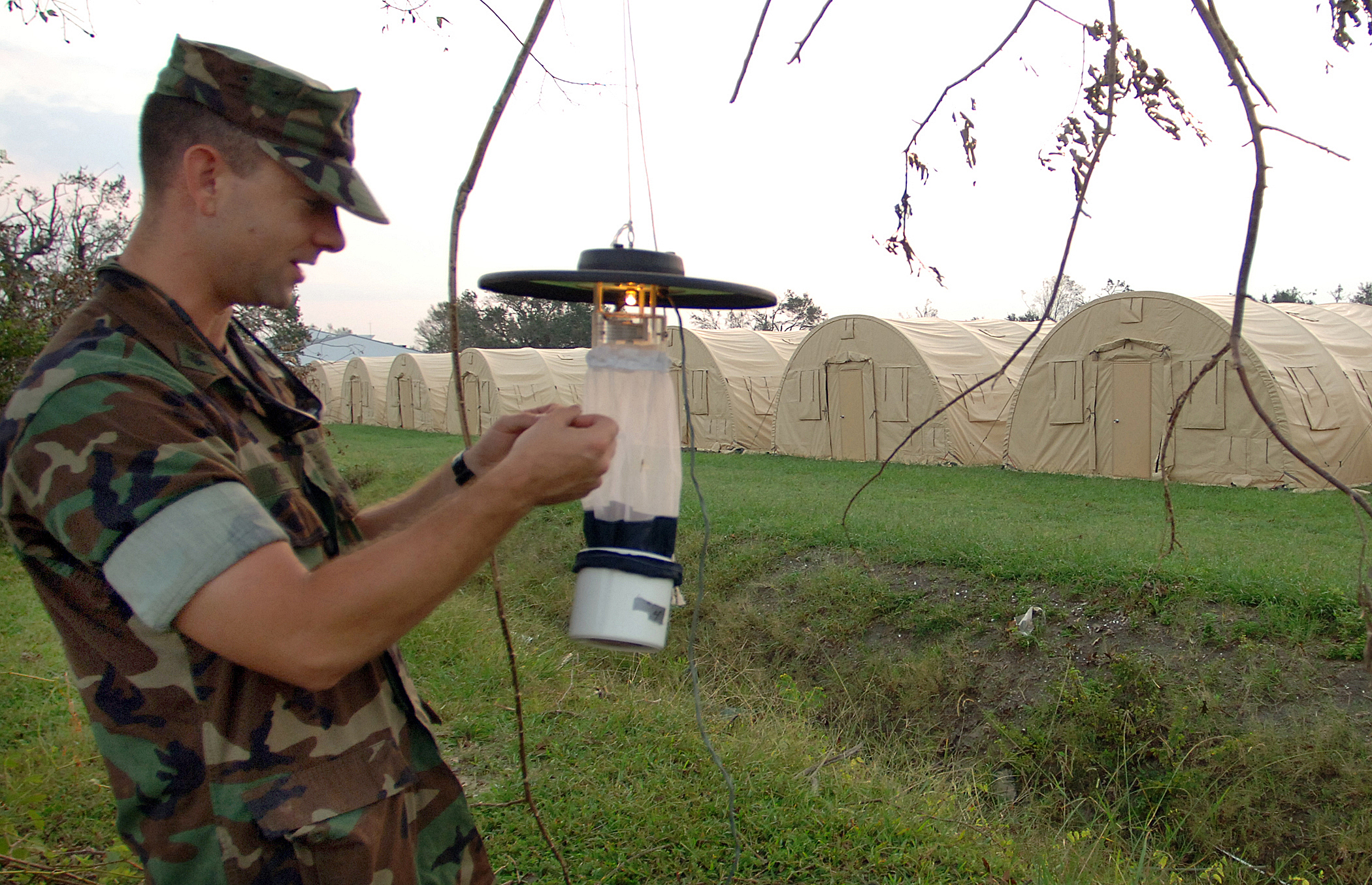
فخ الضوء الذي يجذب ويلتقط البعوض.

هناك نهج تقليدي للسيطرة على أعداد البعوض هو الذي يوفر مواقع التكاثر الاصطناعي للبعوض لوضع بيضها. هذه الفخاخ عادة تحتوي على مادة كيميائية داخل الفخ الذي يستخدم لقتل البعوض البالغ واليرقات في الفخ. وقد أظهرت الدراسات أنه مع ما يكفي من هذه الفخاخ، يمكن السيطرة على البعوض المزعج. النهج الأخير هو الذي يعمل مثل الأول ولكن أتمتة جميع الخطوات اللازمة لتوفير بقع التربية وتدمير اليرقات النامية.
في عام 2016 أصدر باحثون من جامعة لورانس تصميما لفخ منخفض التكلفة يسمى أوفيلانتا والذي يتكون من الماء المثير للجذب في قسم من الإطارات المطاطية المهملة. على فترات منتظمة يتم تشغيل المياه من خلال مرشح لإزالة أي بيض أو يرقة. الماء الذي يحتوي بعد ذلك على «بيضة» فرمون المودعة خلال وضع البيض، وإعادة استخدامها لجذب المزيد من البعوض. وقد أظهرت دراستان أن هذا النوع من الفخاخ يمكن أن تجتذب حوالي سبعة أضعاف العديد من  البعوض.
بعض فخاخ البعوض أحدث أو المعروفة بجاذب البعوض تنبعث منها عمود من ثاني أكسيد الكربون جنبا إلى جنب مع جاذبات البعوض الأخرى مثل الروائح السكرية وحمض اللبنيك والأوكتينول والدفء وبخار الماء والأصوات. من خلال محاكاة رائحة الثدييات والمخرجات، توجه فخ البعوض الإناث نحو ذلك، حيث يتم الامتصاص عادة في الشبكة من قبل مروحة كهربائية حيث يتم جمعها. ووفقا للجمعية الأمريكية لمكافحة البعوض، فإن الفخ قتل بعض البعوض، ولكن فعاليته في أي حالة تعتمد على عدد من العوامل مثل حجم وأنواع البعوض ونوع ومكان موائل التكاثر. وهي مفيدة في دراسات جمع العينات لتحديد أنواع البعوض السائدة في منطقة ما ولكنها عادة ما تكون غير فعالة إلى أقصى حد لتكون مفيدة في الحد من أعداد البعوض.

## مقترحات لاستئصال البعوض
قد اقترح بعض علماء الأحياء الانقراض المتعمد لبعض أنواع البعوض. وقد دعت عالمة البيولوجيا أوليفيا جودسون إلى «انقراض» ثلاثين نوعا من البعوض عن طريق إدخال عنصر وراثي يمكن أن يدخل نفسه في جينات حاسمة أخرى، لخلق جينات «تعطيل مورثة» متنحية. وتقول إن بعوضة الأنوفيلة (التي تنشر الملاريا) وبعوضة الزاعجة (التي تنشر حمى الضنك والحمى الصفراء وداء الفيل والزيكا والأمراض الأخرى) لا تمثل سوى 30 من أصل 3500 نوعا من البعوض؛ والقضاء على هذه من شأنه إنقاذ ما لا يقل عن مليون شخص من الأرواح البشرية سنويا، بتكلفة الحد من التنوع الجيني لفصيلة البعوضيات بنسبة 1٪ فقط. وتقول أيضا إنه نظرا لأن الأنواع أصبحت منقرضة «طوال الوقت» فإن اختفاء عدد قليل منها لن يدمر النظام البيئي: «نحن لا نترك أرضا قاحلة في كل مرة تختفي فيها الأنواع، إذ أن إزالة أحد الأنواع يسبب أحيانا تحولات في أعداد أنواع أخرى - ولكن الحاجة المختلفة لا تعني أسوأ». وبالإضافة إلى ذلك، فان برامج مكافحة الملاريا والبعوض تقدم املا واقعيا قليلا ل 300 مليون شخص في الدول النامية التي ستصاب بامراض حادة هذا العام. على الرغم من أن المحاكمات لا تزال مستمرة.
قد دعا عالم الأحياء إدوارد أوسبورن ويلسون لانقراض عدة أنواع من البعوض، بما في ذلك ناقلات الملاريا الأنوفيلة الغامبية. وقال ويلسون: «أنا أتحدث عن عدد صغير جدا من الأنواع التي تطورت معنا وهي تستعد للإنسان، لذلك سيكون من المقبول بالتأكيد إزالتها، وأعتقد أنه هذا المنطقي».
قال عالم بيئة الحشرات ستيفن جوليانو أنه «من الصعب أن نرى ما هو الجانب السلبي للإزالة، باستثناء الأضرار الجانبية». وقال عالم الحشرات جو كونلون: «إذا استطعنا استئصالها غدا، فإن النظم البيئية التي تنشط فيها سوف تتعثر ثم تتعايش مع الحياة، فشيء أفضل أو أسوأ سيحل».
أشار ديفيد كوامن إلى أن البعوض يحمي الغابات من الاستغلال البشري ويمكن أن يكون منافسا للحشرات الأخرى. وفيما يتعلق بمكافحة الملاريا، إذا تم تخفيض أعداد البعوض مؤقتا إلى الصفر في منطقة ما، فإن ذلك سيؤدي إلى إبادة الملاريا، ويمكن بعد ذلك السماح للبعوض بالانتعاش.